# Franciszek Salezy Wiśniowski
Franciszek Salezy Wiśniowski (ur. 30 stycznia 1775 w Lubitowie, zm. 15 września 1807 w Boremlu) – polski poeta i tłumacz literatury angielskojęzycznej.

## Biografia
Syn Dionizego Wiśniowskiego, sędziego grodzkiego czernihowskiego i Katarzyny z Lubienieckich. W 1791 ukończył z wyróżnieniem szkołę bazylianów we Włodzimierzu pod kierunkiem Juliana Antonowicza. Jego osiągnięcia szkolne, w tym biegła znajomość siedmiu języków, były na tyle znaczące, iż zostały ogłoszone przez Komisję Edukacji Narodowej na łamach Gazety Narodowej i Obcej. Po ukończeniu nauki przebywał w Warszawie, a następnie na dworze biskupa Stefana Lewińskiego w Poczajowie, po którego śmierci w 1806 roku powrócił do majątku rodzinnego. Zakochany w Emilii Felińskiej (siostrze swojego przyjaciela Alojzego Felińskiego), jednakże małżeństwo nie doszło do skutku z powodu sprzeciwu jej matki, ze względu na niewystarczającą pozycję materialną poety. Tadeusz Czacki zamierzał powołać go na stanowisko nauczycielskie w Liceum Krzemienieckim. Zmarł w 32. roku życia po krótkiej chorobie.

## Twórczość
Franciszek Salezy Wiśniowski za swojego życia nie opublikował żadnego utworu, co więcej przed swoją śmiercią zniszczył większość swoich utworów. Pracował na kilkoma książkami, jednakże uważał, że pisanie przed osiągnięciem dojrzałości (40 r.ż.) jest niewłaściwe. Całość pozostałej spuścizny po nim w roku 1816 wydał jego przyjaciel Konstanty Piotrowski.